# Путевой угол
Путевой угол, ПУ — угол, заключённый между северным направлением меридиана в месте измерения и направлением линии пути, отсчитывается по часовой стрелке от направления на географический север. По сути, показывает направление путевой скорости относительно севера.
Непосредственно измеряется с помощью спутникового навигационного приёмника. (Во избежание путаницы нужно проверять настройки для каждой конкретной модели приёмника).
Широко применяется в ориентировании на местности при использовании спутникового навигационного приёмника.
Указывается в угловых градусах в диапазоне 0...360°, иногда −180...180°.
0° всегда применяется для указания направления движения на север, 90° — на восток.